# Bieriezinskij
Bieriezinskij (ros. Березинский) – osiedle w Rosji, w obwodzie czelabińskim, w rejonie czesmieńskim. W 2010 liczyło 1120 mieszkańców.